# بهداشت دهان و دندان

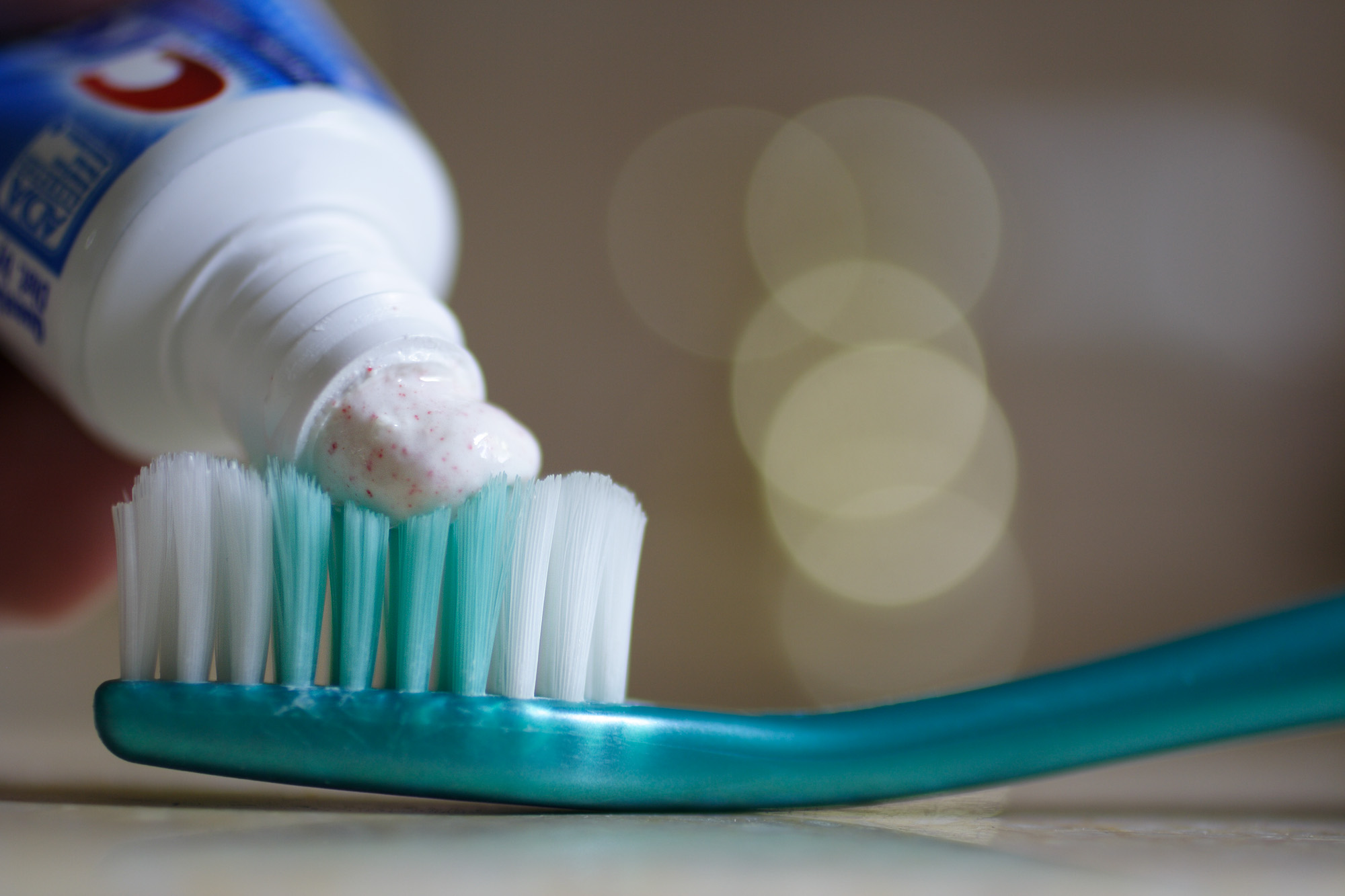
بهداشت مناسب دهان مستلزم مسواک زدن منظم و تمیز کردن بین دندان‌ها است.

بهداشت دهان و دندان (به انگلیسی: Oral hygiene) تمیز نگه داشتن دهان و عاری از بیماری و سایر مشکلات (مانند بدبویی دهان) با مسواک زدن منظم دندان‌ها و تمیز کردن بین دندان‌ها است. مهم است که بهداشت دهان و دندان به‌طور منظم انجام شود تا از بیماری‌های دندانی و بوی بد دهان جلوگیری شود. شایع‌ترین انواع بیماری‌های دندانی پوسیدگی دندان (حفره، پوسیدگی دندان) و بیماری‌های لثه از جمله التهاب لثه و پریودنتیت است.
دستورالعمل‌های عمومی برای بزرگسالان توصیه می‌کند که حداقل دو بار در روز با خمیر دندان حاوی فلوراید مسواک بزنید: یک بار در شب و حداقل یک بار دیگر مسواک بزنید. تمیز کردن بین دندان‌ها، تمیز کردن بین دندانی است و به اندازه مسواک زدن مهم می‌باشد. این به این دلیل است که مسواک نمی‌تواند به بین دندان‌ها برسد و بنابراین فقط حدود ۵۰ درصد پلاک را از سطح دندان‌ها پاک می‌کند. ابزارهای زیادی برای تمیز کردن بین دندان‌ها وجود دارد، از جمله نخ دندان، و مسواک بین دندانی. این به هر فردی بستگی دارد که انتخاب کند از کدام ابزار استفاده کند.
گاهی دندان‌های سفید یا صاف با بهداشت دهان همراه است. با این حال، یک دهان بهداشتی می‌تواند دندان‌های لکه دار یا دندان‌های کج داشته باشد. برای بهبود ظاهر دندان‌ها، افراد ممکن است از درمان‌های سفید کننده دندان و ارتودنسی استفاده کنند.

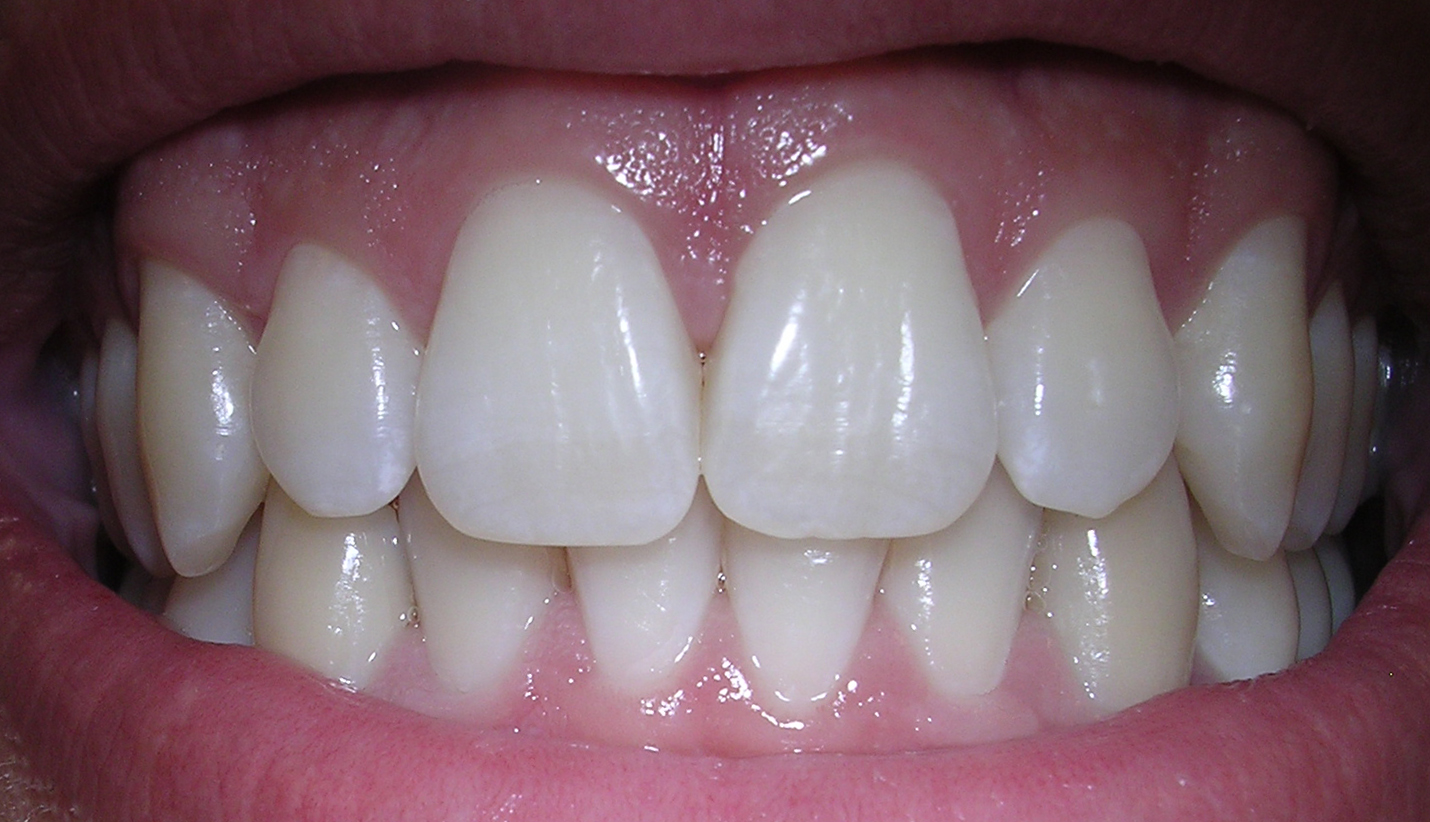
یک لبخند سالم